# Forsthaus im Christianental

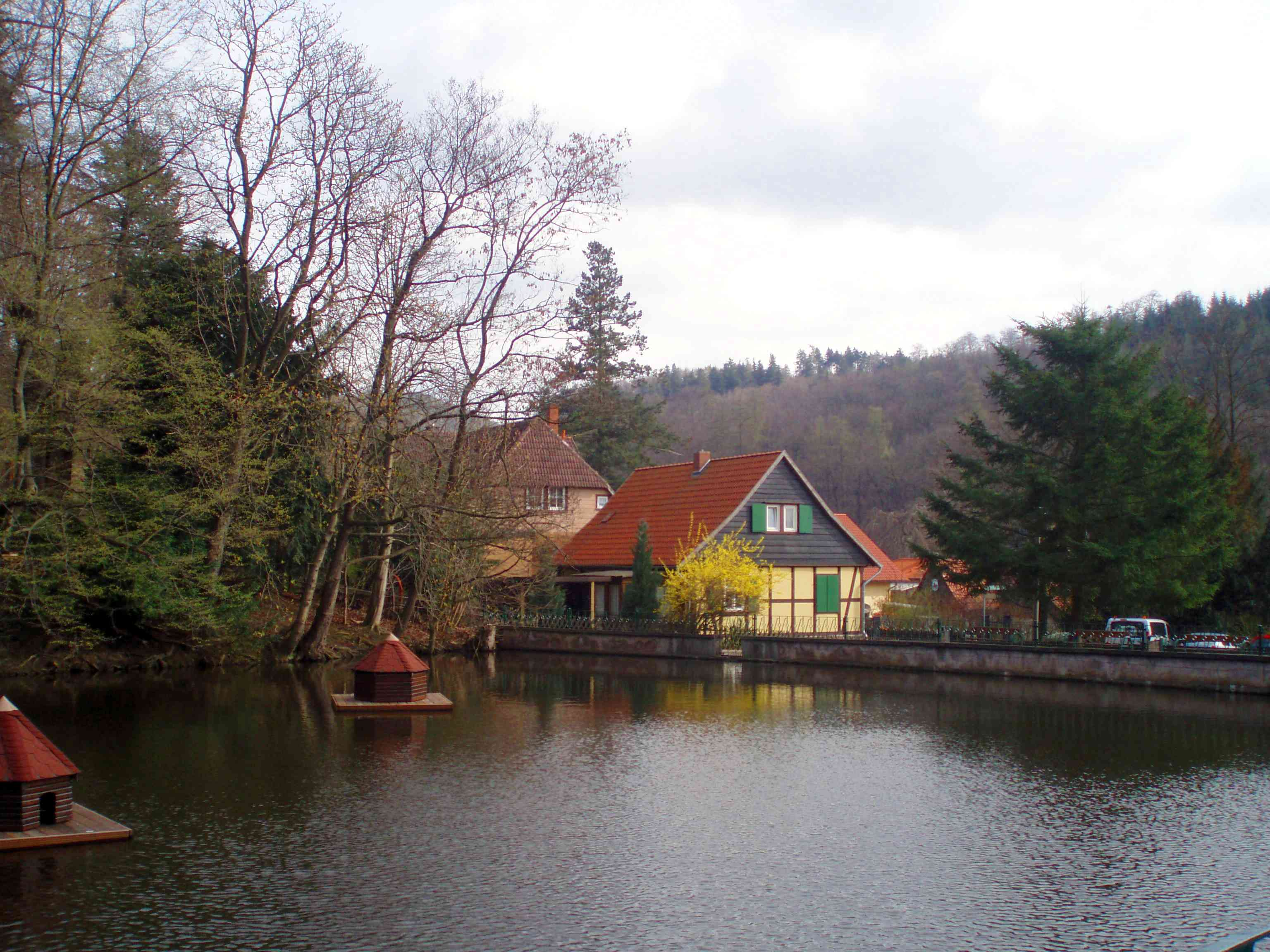
Forst- und Fischmeisterhaus im Christianental

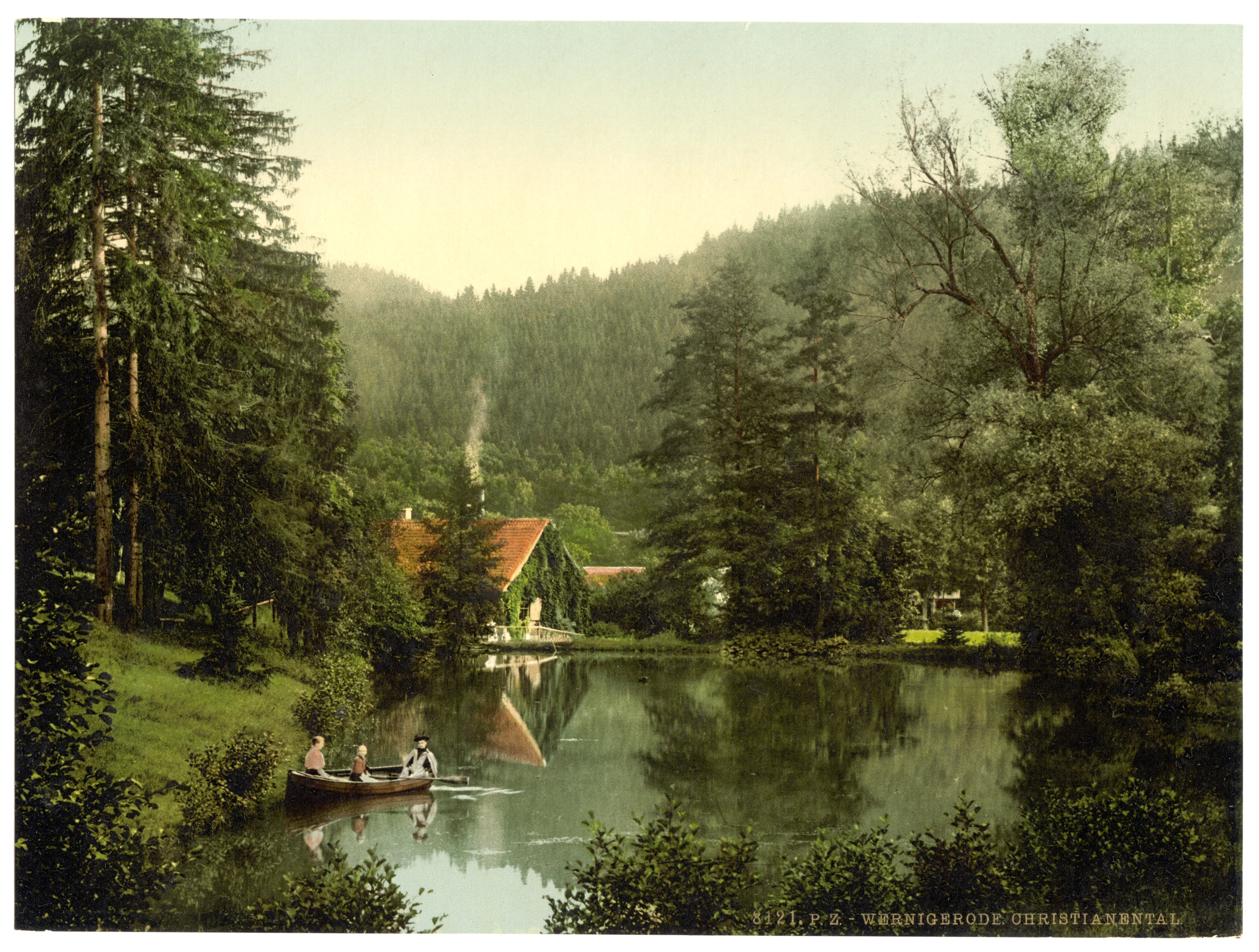
Ansicht um 1900

Das Forsthaus im Christianental (bis 1900 Christianenthal) ist ein markantes Gebäude am Ausgang des Christianentals in Nöschenrode bei Wernigerode. An das Gebäude grenzt das frühere Fischmeisterhaus mit einem Teich und der Wildpark Christianental.

## Geschichte
Der Grundstein für dieses Neue Haus vor dem Christianen Thal, dem durch Käthe Papke auch ein literarisches Denkmal gesetzt wurde, ist im Jahre 1755 gelegt worden. Aufgrund zunehmender Geldknappheit der Grafen zu Stolberg angesichts des Siebenjährigen Krieges konnte 1756 nur der Rohbau fertiggestellt werden. Für den weiteren Ausbau fehlte noch über zwei Jahrzehnte in der gräflichen Baukasse das benötigte Geld. Im Bauetat für das Jahr 1766 befindet sich der  Vorschlag, des Herrn Oberförsters Wohnung über Nöschenrode zu verkaufen und mit diesem Geld das 1755 begonnene Haus am Eingang des Christianentales endlich zu vollenden. Dieser Vorschlag wurde jedoch nicht umgesetzt. Die Bauruine blieb über weitere 13 Jahre als äußeres Zeichen für die Geldknappheit nach den Kriegsereignissen bestehen. Erst im Frühjahr 1779 wurde der Bau vollendet und zunächst als gräfliches Bedientenhaus genutzt. Hier erhielt u. a. der Förster Johann Georg Regensburger seine Dienstwohnung. Dieser lebte hier mit seiner Frau Juliane geb. Struck. Des Weiteren wohnte ab 1812 mit dem kinderlosen Ehepaar Regensburger der junge Revierjäger Valentin Usbeck, der aus dem  thüringischen Schwarza stammte hier, der die Wohnung des alten Jägers Georg Brandes bezog. Des Weiteren wohnte hier die Familie  des Tagelöhner Gottlieb Hasenhauer.
Nach der Pensionierung des Försters Regensburger übernahm der Ilsenburger Forstkontrolleur Wilhelm Theodor Kallmeyer das Amt, das er bis 1833 ausübte. In diesem Jahr wurde der frühere gräfliche Haushofmeister Johann Heinrich Friedrich Ohnesorg als neuer Förster im Christianental eingesetzt. Regensburger verstarb hochbetagt im Jahre 1837. Ohnesorg übte sein Amt als Förster  wesentlich  besser als das des Haushofmeister aus, bis 1852 war er im Christianental tätig. Ihm folgte für nur zwei Jahre der Revierförster O. F. Eilers.
Am 18. August 1854 wurde der Büchsenspanner Schmidt zum Revierförster ernannt und zog nach Eilers Versetzung ins Schmerplätzer Revier am 4. Oktober 1854 in das Forsthaus im Christianental. Er starb 83-jährig im Jahre 1893 als Oberwildmeister a. D. Sein Sohn Hermann Schmidt führte dessen Amt fort.
Die im Forsthaus im Christianental wohnenden Förster waren nicht nur für den Tiergarten, sondern für das komplette gräfliche bzw. fürstliche Forstrevier Wernigerode zuständig.